# ليوبولد بارشانت
ليوبولد بارشانت (بالألمانية: Leopold Barschandt)‏ (مواليد 12 أغسطس 1925) هو لاعب كرة قدم. يلعب مع منتخب النمسا لكرة القدم. سبق له أن لعب في كأس العالم لكرة القدم مع منتخب بلاده.

## روابط خارجية
- ليوبولد بارشانت على موقع الاتحاد الدولي (مؤرشف)  (الإنجليزية)
- ليوبولد بارشانت على موقع قاعدة بيانات كرة القدم.إي يو (الإنجليزية)
- ليوبولد بارشانت على موقع ناشيونال فوتبول تيمز (الإنجليزية)
- ليوبولد بارشانت على موقع Soccerway.com (الإنجليزية)
- ليوبولد بارشانت على موقع عالم كرة القدم.نت (الإنجليزية)